# Zefirin
Zefirin, papa od 199. do 20. prosinca 217. Naslijedio je Viktora I., a Zefirina je naslijedio njegov glavni savjetnik Kalist I. Ponekad se spominje i kao Severin ili Geferin.
Za njegova pontifikata, bilo je više progona kršćana.

## Životopis
Rodom je Rimljanin. O njegovom se pontifikatu malo zna, usprkos dugom vladanju. Za vrijeme pontifikata se suprotstavio modalističkim herezama. No u tome se nije suprotstavljao jednako kao i njegov prethodnik pa ga je Hipolit Rimski optuživao za mlitavost u nametanju discipline i nesposobnost u borbi protiv hereze koja je bila jaka u Rimu. Također je važan kao i prvi papa koji je upotrijebio patenu (plitak okrugao pladnjić na koji se stavlja hostija) u bogoslužju. Njegovi su ga kritičari opisivali kao jednostavnog čovjeka, bez edukacije, slabog i "nevještog u vladanju crkvom", pod velikim utjecajem sljedećeg pape Kalista I. Na zemlji koju je Zefirin darovao rimskoj općini iz privatnoga posjeda, nastalo je prvo kršćansko podzemno groblje ili katakombe koje su kasnije nazvane po njegovom nasljedniku Kalistu.
Nakon smrti je ubrzo proglašen svetim. Spomendan mu je 26. kolovoza.